# Meilichius ferrugineus
Meilichius ferrugineus là một loài bọ cánh cứng trong họ Endomychidae. Loài này được Frivaldszky miêu tả khoa học năm 1883.